# Anomis albostigma
Anomis albostigma là một loài bướm đêm trong họ Erebidae.